# 忍野八海

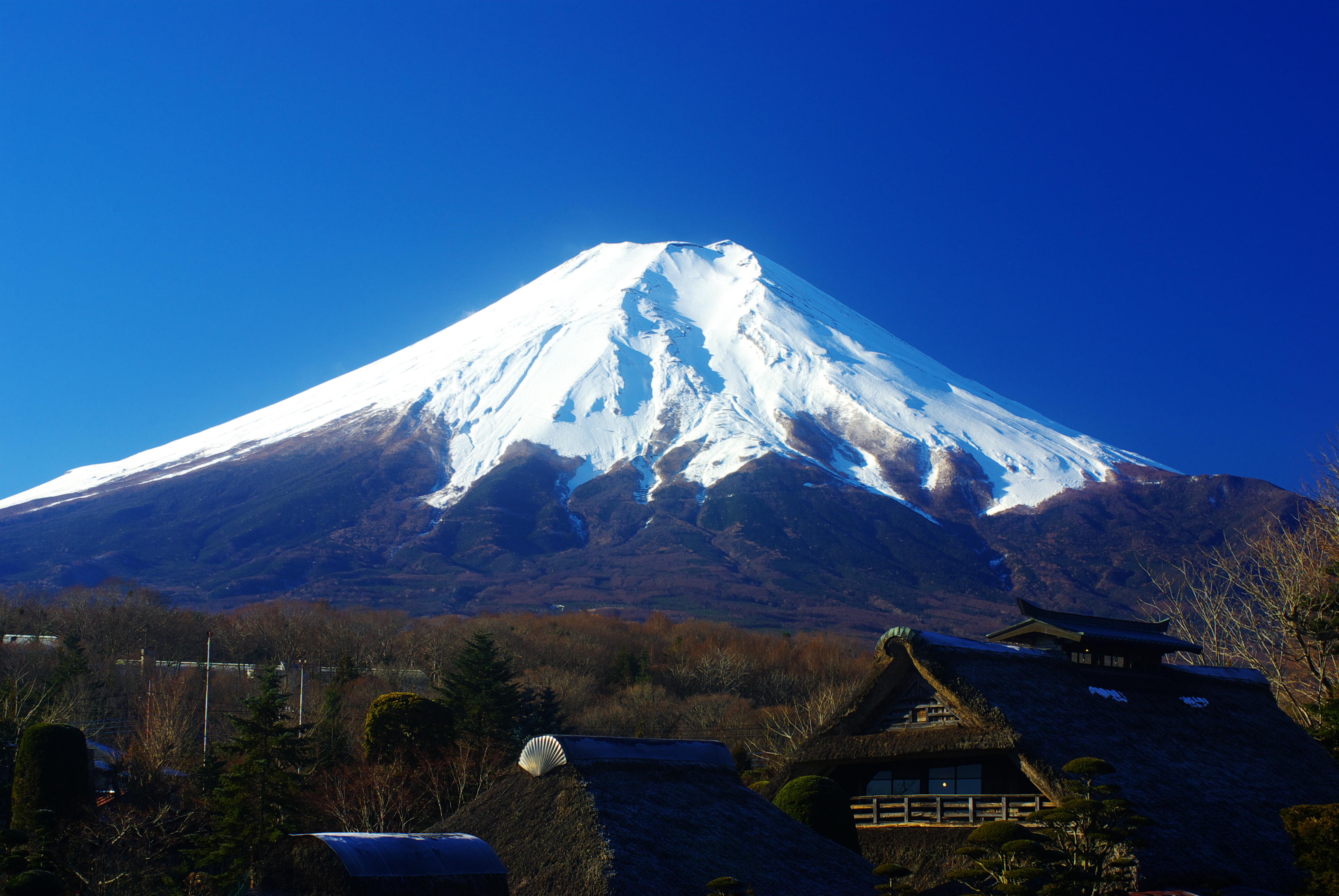
忍野富士，指从忍野八海地区可以看到的富士山

忍野八海是位于山梨縣忍野村的湧泉群，包括了出口池、御釜池、底抜池、銚子池、湧池、濁池、鏡池、菖蒲池，來源為富士山融化並經過80年過濾的雪水，為國家指定天然記念物、名水百選、新富岳百景之一和世界文化遺產。

## 概要
延曆19年-21年（800年-802年），富士山發生延曆噴發，宇津湖分為山中湖與忍野湖。後來忍野湖干竭變為盆地，但湧水口澤變為泉水，即今日的忍野八海。

## 各池概要
正如其名，忍野八海指的是以下八个池子：

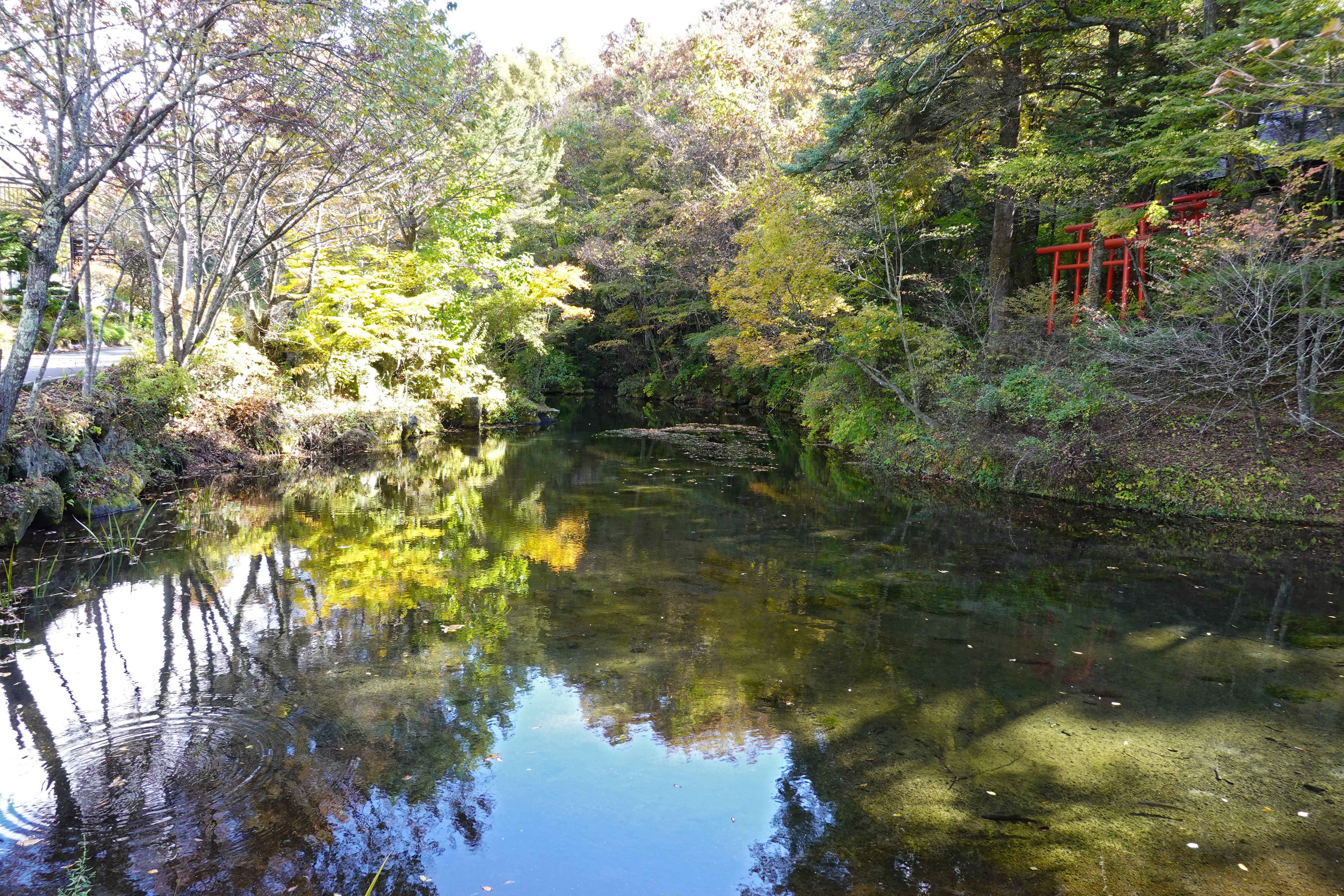
出口池
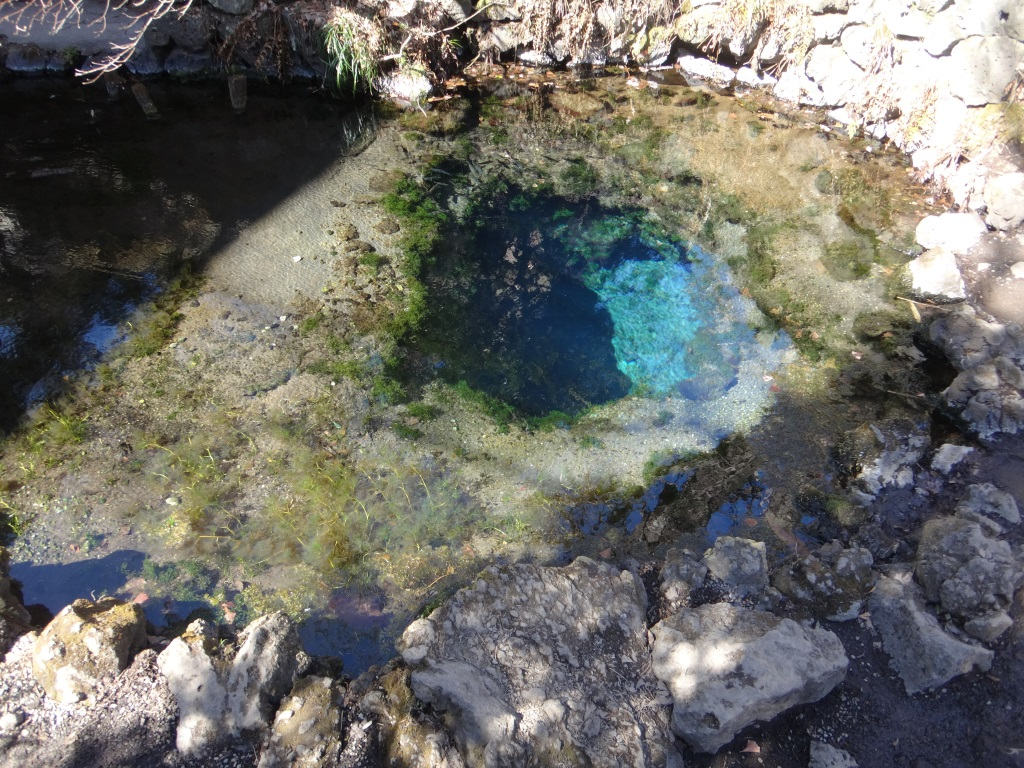
釜池
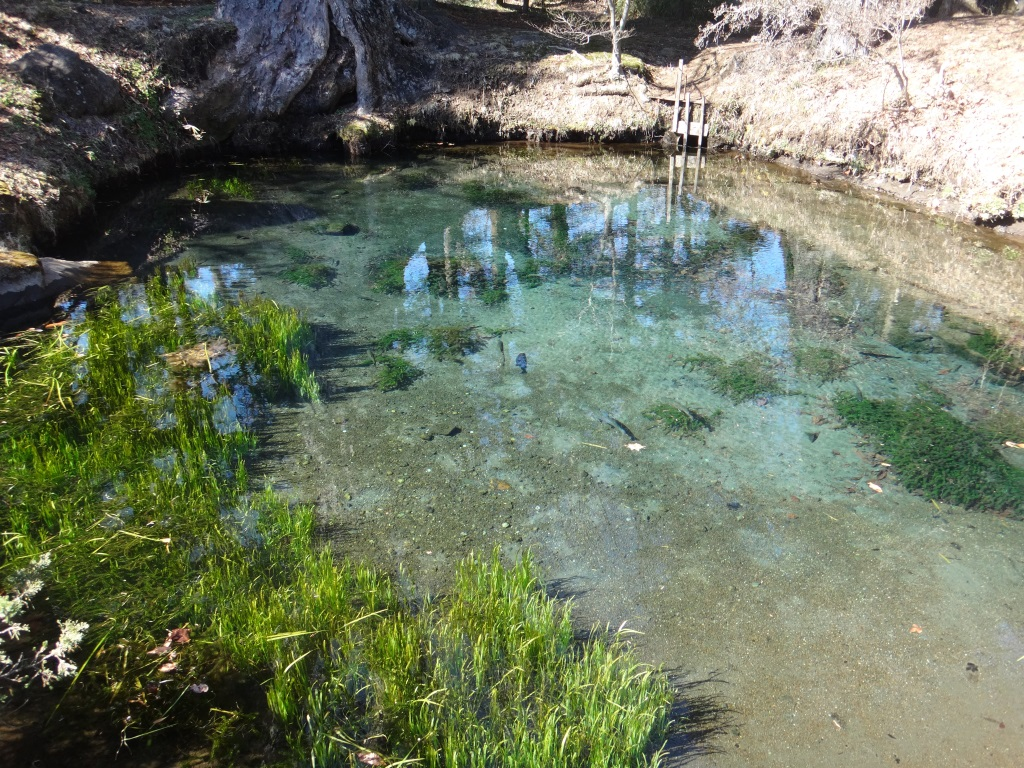
底抜池
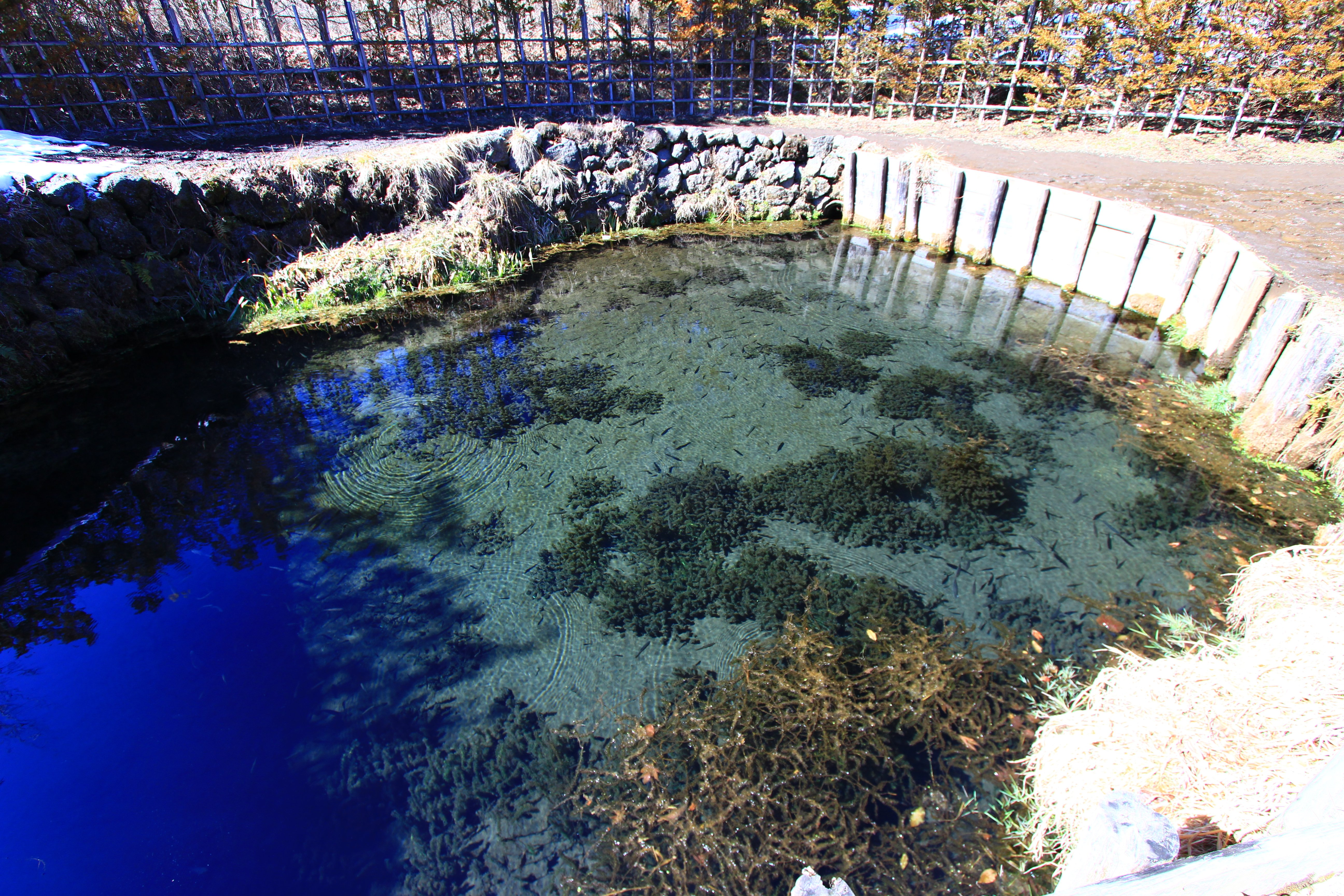
銚子池
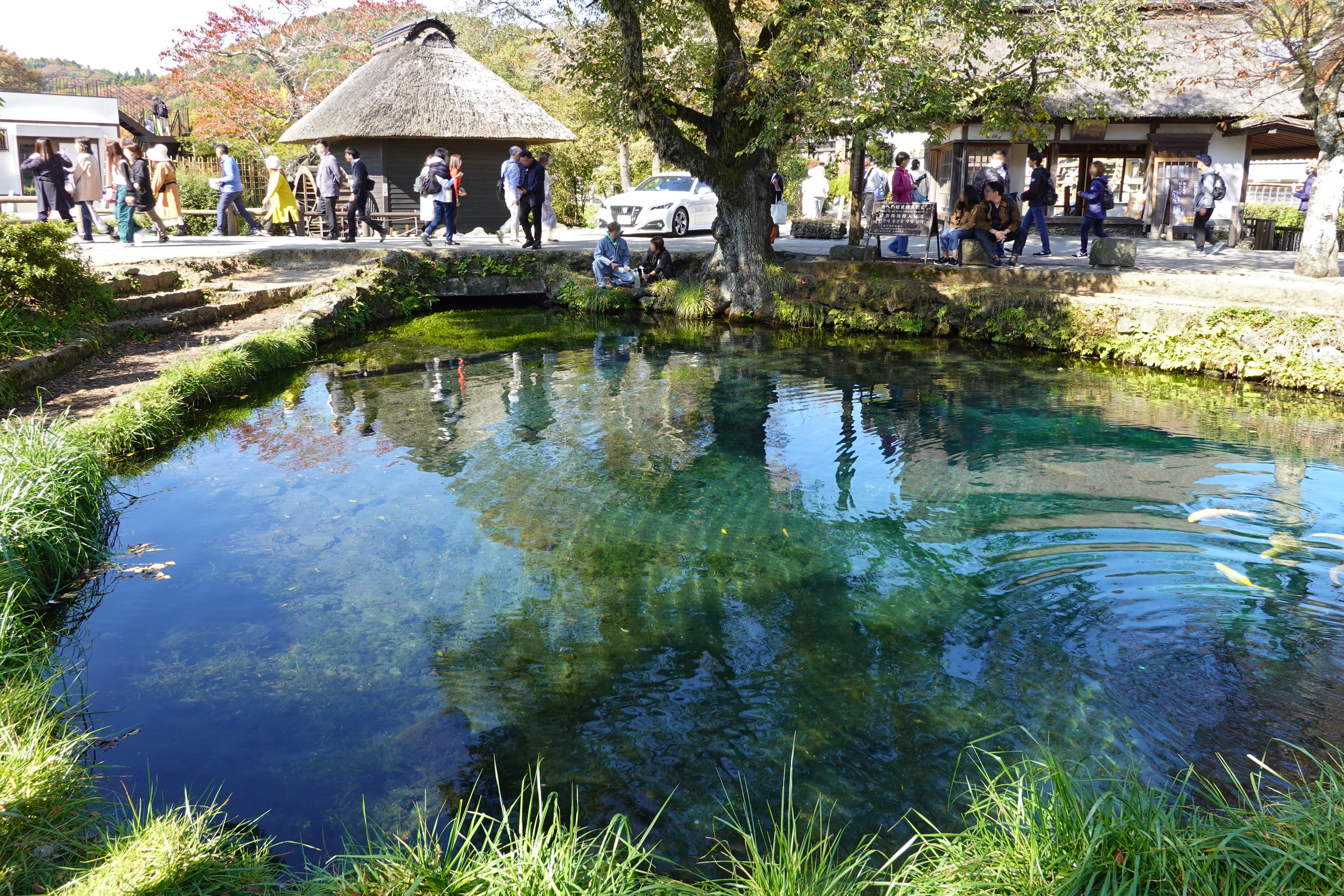
湧池
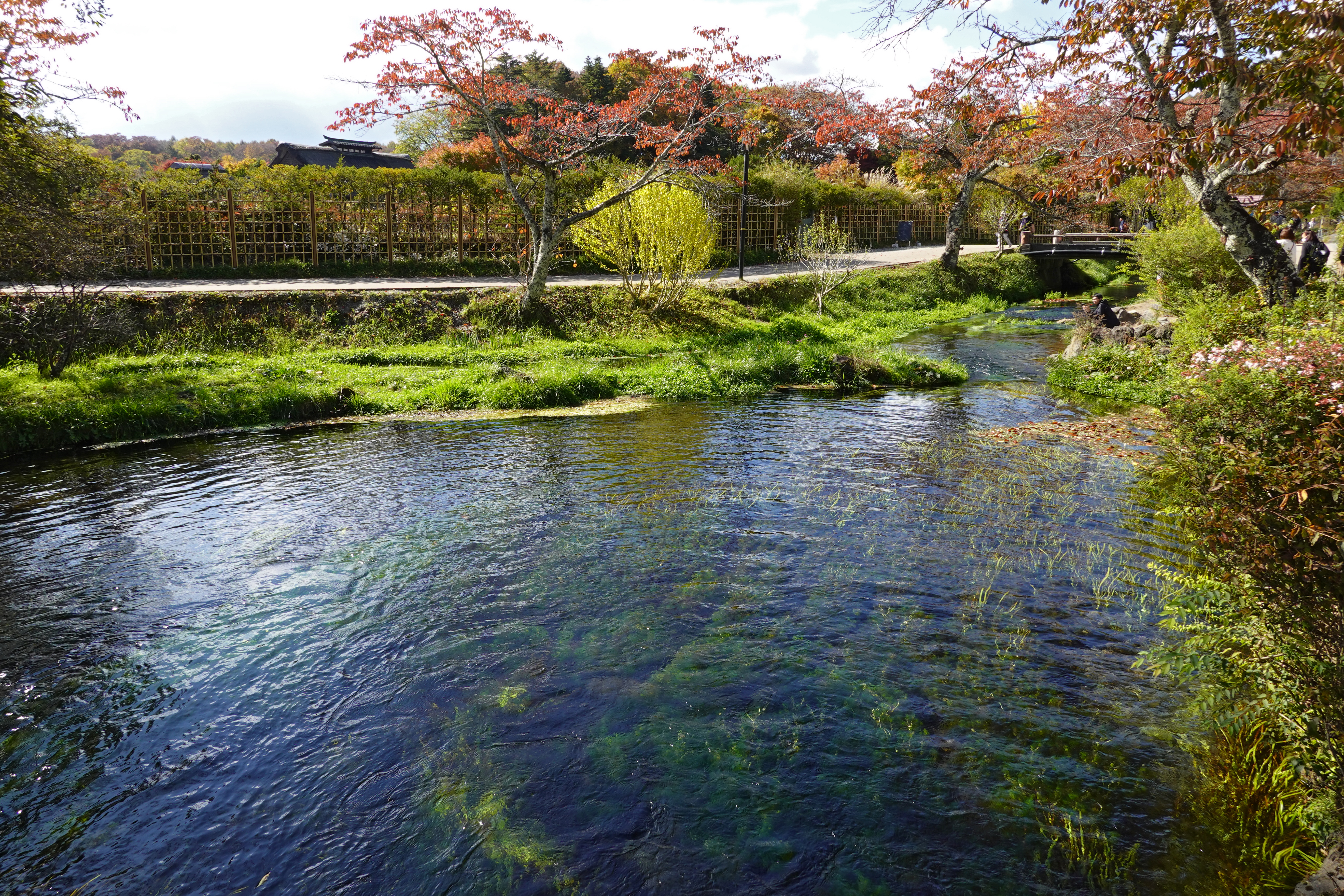
濁池
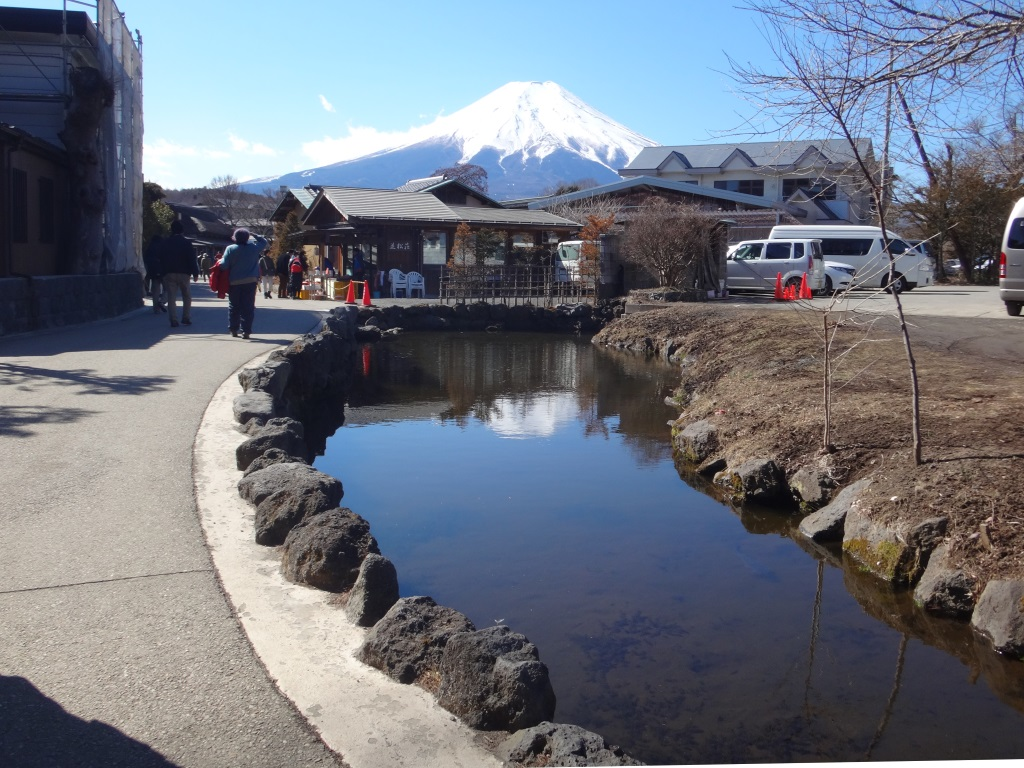
鏡池
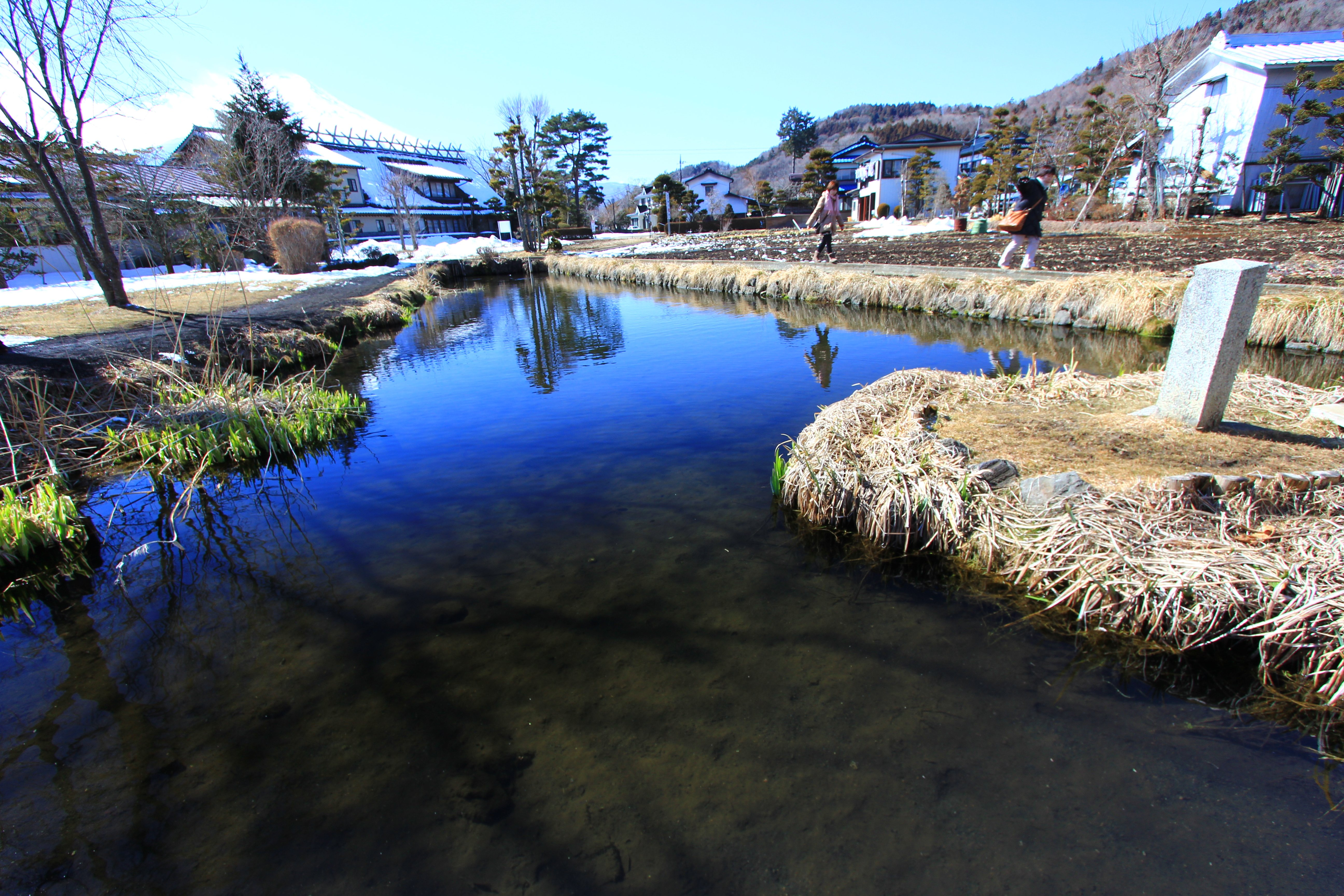
菖蒲池

## 關連項目
- 洞窟潛水
- 鍾乳洞
- 富士講

## 外部連結
- 忍野八海 （页面存档备份，存于）
- 忍野村